# Липины-Гурне-Боровина
Липи́ны-Гу́рне-Боро́вина (пол. Lipiny Górne-Borowina) — деревня в Билгорайском повете Люблинского воеводства Польши. Входит в состав гмины Поток-Гурны. Находится примерно в 22 км к юго-западу от центра города Билгорай. По данным переписи 2011 года, в деревне проживало 510 человек.
Находится в северной части гмины верхний поток, на территории Тарногродского плато, на реке Боровина и Нитка. В северной части Поток-Гурны, на расстоянии около 6 километров от ближайшего административного центра гмины и примерно в 20 километрах от ближайшего города — Лежайска.
В 1975—1998 годах деревня входила в состав Замойского воеводства. Ее хозяйство в основном базируется на выращивании табака и зерна.
В деревне есть государственная начальная школа имени Тадеуша Костюшко, продуктовый магазин и отряд добровольческой пожарной охраны.

## Население
Демографическая структура по состоянию на 31 марта 2011 года:
|         | Всего | До трудоспособного возраста | Трудоспособного возраста | Старше трудоспособного возраста |
| ------- | ----- | --------------------------- | ------------------------ | ------------------------------- |
| Мужчины | 257   | 59                          | 166                      | 32                              |
| Женщины | 253   | 46                          | 144                      | 63                              |
| Всего   | 510   | 105                         | 310                      | 95                              |